# The Hand and the Sword
The Hand and the Sword (с англ. — «Рука и меч») — дебютный альбом группы Dominion III, вышедший в 2000 году.

## Список композиций
1. Apocalyptic Views
2. The Angel’s Delusion
3. The Hand and the Sword
4. Immortal Reign
5. The Machine’s Dream
6. Corona of the Sun
7. Transmitting…
8. With the Strength of Aeons
9. Tempus Fugit

## Участники записи
Вся музыка написана и исполнена Тареном, за исключением партий женского вокала Элизабет Торизер и гитарных партий Йорга Ланца в песне «The Angel’s Delusion». Общая концепция и реализация выполнена Тареном. Программинг для The Hand and the Sword был выполнен на студии Stronghold Dominion. Запись, сведение и мастеринг были сделаны Георгом Храуда и Тареном в 1999 году на студии Tonstudio Hoernix. 